# Маріка міомбова
Ма́ріка міомбова (Cinnyris manoensis) — вид горобцеподібних птахів родини нектаркових (Nectariniidae). Мешкає в Центральній і Східній Африці.

## Підвиди
Виділяють два підвиди:
- C. m. manoensis Reichenow, 1907 — від центральної Танзанії до Зімбабве і північного Мозамбіку;
- C. m. amicorum (Clancey, 1970) — південний Мозамбік.

Західна маріка (Cinnyris gertrudis) раніше вважалася підвидом міомбової маріки.

## Поширення і екологія
Міомбові маріки поширені в Танзанії, Замбії, Мозамбіку, Зімбабве і Малаві. Вони живуть у міомбо (лісистій савані, порослій чагарниками), поблизу річок, в парках і садах.